# Susanne Gannott
Susanne Gannott (* 14. Februar 1969 in Köln) ist eine deutsche Schauspielerin und Sängerin. 

## Leben
Susanne Gannott wuchs in Köln auf.
Einem Millionenpublikum bekannt wurde sie vor allem durch ihre Rolle als Beate Flöter bzw. später Beate Sarikakis in der ARD-Serie Lindenstraße, die sie rund 16 Jahre lang von Februar 1986 (Folge 9) bis Februar 2002 (Folge 847) verkörperte.
Sie war sowohl Darstellerin als auch Co-Autorin des Fotoromans Allein gegen den Klüngel. Zudem ist Gannott Sängerin der Kölner Band Cologne Inzest Armada (CIA).
Susanne Gannott studierte in den 1990er-Jahren an der Universität zu Köln zunächst Politikwissenschaft, Philosophie und Geschichte (Magister 1998) und absolvierte danach eine Weiterbildung zur Webdesignerin. Inzwischen ist Gannott Redakteurin und Chefin vom Dienst bei der Berliner Tageszeitung taz. Sie verwendet auch den Namen Susanne Memarnia.

## Filmografie
- 1986–2002: Lindenstraße (Fernsehserie)
- 1995: Entführung aus der Lindenstraße